# Троянди в Портленді, штат Орегон

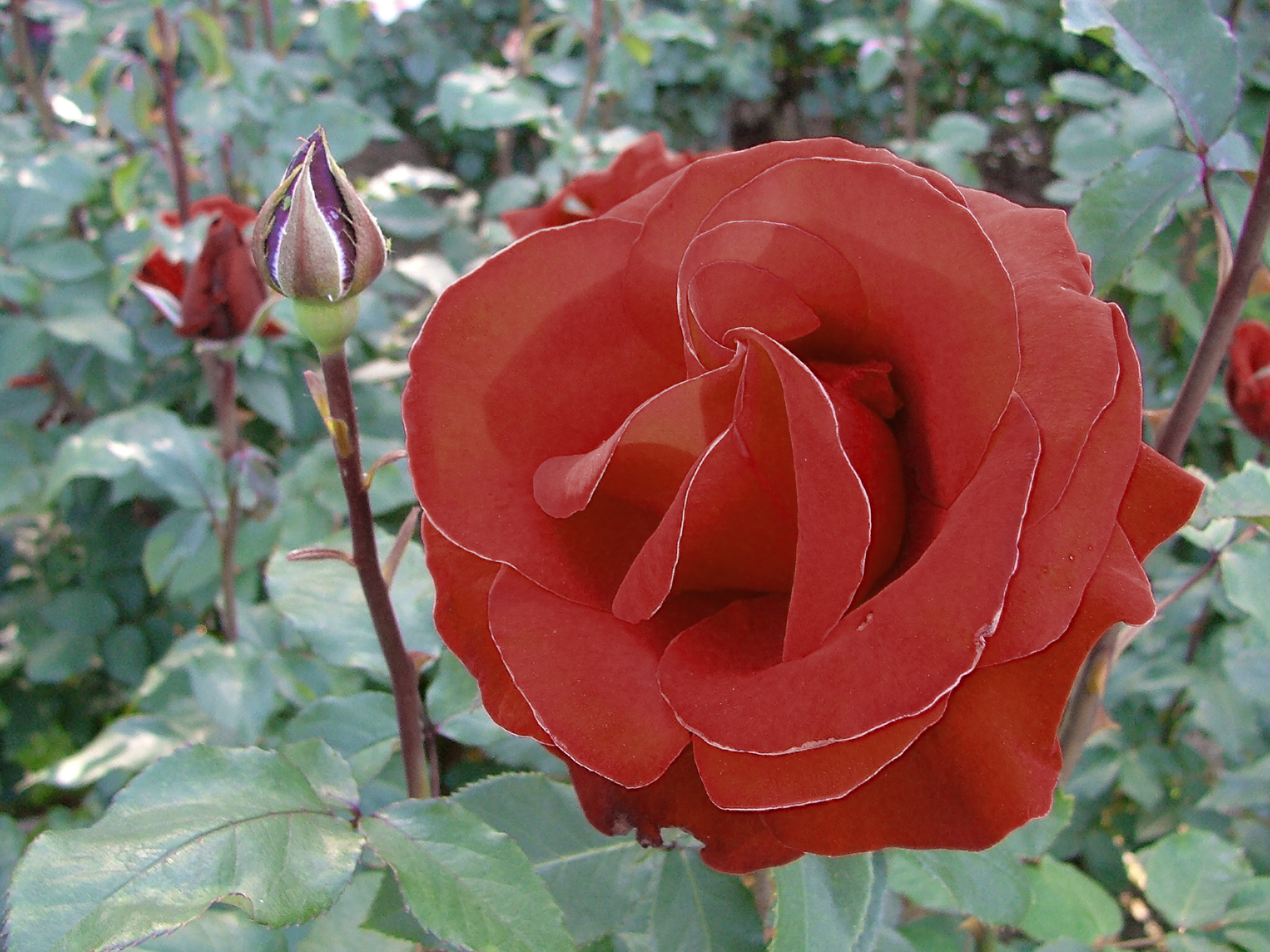
Троянда в Портленді, штат Орегон, Міжнародний розарій

Місто Портленд, штат Орегон, ідеально підходить для вирощування троянд на відкритому повітрі завдяки своєму розташуванню в морському кліматичному регіоні західного узбережжя, теплому, сухому літу, дощовій, але м'якій зимі та глинистим ґрунтам. Портленд був відомий як Місто троянд, або Роуз-Сіті з 1888 року після того, як гібрид рожевої чайної троянди «Мадам Каролін Тесту», виведений у Франції, був представлений в місті. На вулицях Портленда було висаджено в ряд довжиною 20 миль (32 км.) тисячі кущів троянд під час підготовки до Столітньої експозиції Льюїса і Кларка в 1905 році.
Район Роуз-Сіті-Парк на північному сході Портленда було засновано в 1907 році, того ж року, коли відбувся перший щорічний фестиваль Портлендської троянди . Під час Першої світової війни власники розсадників у Портленді планували створити великий сад троянд, щоб захистити європейські види від війни. Сад був започаткований у Вашингтон-парку як Міжнародний сад троянд у 1917 році. Сьогодні Портлендський фестиваль троянд проходить кожного червня з карнавалом, парадами та морськими кораблями, причаленими вздовж набережного парку Тома МакКолла. На даний час Міжнародний сад троянд є одним із найстаріших громадських садів троянд у США, що займає 1,8 га з понад 8000 троянд та понад 550 їх різних видів. У 2003 році Портленд отримав офіційне прізвисько — «Місто троянд».

## Історія
У 1888 році Джорджіана Бертон Пітток, дружина видавця газет в Орегоні та бізнес магната Генрі Піттока, запросила друзів та сусідів для демонстрації своїх троянд в наметі, встановленому в її саду в районі, який зараз відомий як Пітток Блок. У 1889 році адвокат і громадський лідер Фредерік Ван Вурхіс Холман допоміг заснувати Товариство Портленд Роуз. Сорт троянд Мадам Каролін Тесту, гібридний сорт чайної троянди, названий на честь французької кравчині, був представлений французьким розарієм Джозефом Перне-Дюше в 1890 році. Сорт набув популярності і до 1905 року у Портленді було 32 км вулиць, засаджених півмільйоном кущів троянд, що приваблює туристів відвідати Столітню виставку Льюїса та Кларка.
У 1915 році поціновувач троянд і редактор журналу Oregon Journal Джессі Керрі переконав міський уряд створити сад троянд для захисту гібридних видів, вирощених в Європі під час Першої світової війни . Портлендське Паркове бюро схвалило цю ідею в 1917 році, дозволивши поціновувачам троянд в Англії відправляти квіти в Портленд для збереження. Міський ландшафтний архітектор Флоренс Холмс Герке розпочав проектувати Міжнародний сад троянд та прилеглий до нього амфітеатр у 1921 році. Сад був відкритий першим керівником Керрі у червні 1924 р. Він працював там до своєї смерті в 1927 році. В саду на його честь, як засновника, встановлена кам'яна лавка.

## Місто троянд

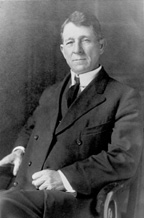
Мер Портленда Гаррі Лейн у 1905 році заявив, що місту потрібен «фестиваль троянд».

Офіційним і найпоширенішим прізвиськом для Портленда є «Місто троянд», або «Роуз Сіті». За словами Чарльза Пола Кізера, начальника парків Портленду з 1917 по 1950 роки, перше відоме посилання на Портленд як «Місто троянд» було зроблено учасниками конгресу єпископської церкви в 1888 році. Перша щорічна виставка троянд у місті відбулася наступного року, а до 1904 року Потрландське товариство троянд почало спонсорувати вечірки для супроводу вистав. Популярність прізвиська зросла після Столітньої виставки Льюїса і Кларка у 1905 році, коли мер Гаррі Лейн припустив, що місту потрібен «фестиваль троянд». Вперше він пройшов у Портленді через два роки після цього і залишається головним щорічним фестивалем у місті через століття. Портландське товариство троянд, яке пропонує освітні програми з «культивування цих квітів» та виступає за використання троянд у ландшафті, продовжує діяти і сьогодні.
У Портленді це прізвисько часто приписують Лео Семюелю, який заснував Орегонську страхову компанію в 1906 році (відому сьогодні як Стандартна страхова компанія). Семюель вирощував троянди біля свого будинку і залишав ножиці в саду, щоб люди могли зірвати звідти квітку та взяти собі.
 18 червня 2003 року міська рада одноголосно затвердила резолюцію, в якій офіційним прізвиськом міста стало «Місто троянд».

## Сади

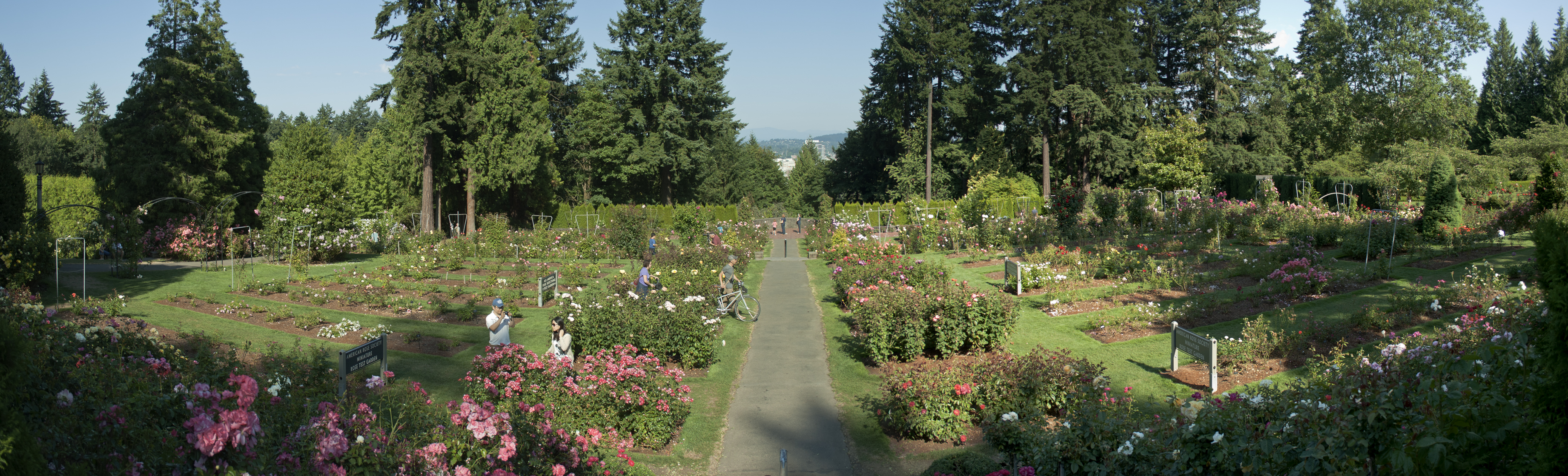
Міжнародний сад троянд у 2010 році.

По всьому Портленду розташовано багато садів з трояндами, найвидатніший з яких — Міжнародний сад троянд. Peninsula Park став першим громадським садом троянд у місті в 1909 році, коли його придбали за 60 000 доларів (1 707 333 долари в 2020 році) за кошти, зібрані в 1908 року. Спроектований Емануелем Л. Міше, сад площею 0,81 га містить 8900 насаджень із 65 сортами троянди Мадам Каролін Тестут — офіційної троянди Портленда, яка вирощувалася в Peninsula Park. У 1913 році парк був обраний місцем для щорічного шоу троянд і залишався ним до тих пір, поки Вашингтонський парк не був обраний місцем Міжнародного саду троянд у 1917 році. Парк залишається популярним туристичним напрямком Портленда, з понад 9500 кущами троянд, що представлені 600 сортами.
У районі Ледс Едішн є чотири ромбоподібні розарії, спроектовані Вільямом Сарджентом Ладдом у 1890-х роках. Емануель Міше спроектував ландшафтні зони в парку в 1909 році. Також він висаджував троянди в ромбоподібних садах, надаючи їм «вітражного ефекту». Парк був придбаний Portland Parks &amp; Recreation в 1981 році, і в даний час тут представлено 3000 троянд шістдесяти сортів, які були популярні на початку 20-го сторіччя.
Серед інших трояндових садів, що оточують столичний район Портленда, є Естер Шорт-Парк у Ванкувері, штат Вашингтон, сад троянд Евері-Парк у Корваллісі, Оуен Роус Гарден в Євгенії та Хеірлум Роузіс у Сент-Полі.

## Події
Портлендський фестиваль троянд — це щорічний громадський фестиваль, який проводиться протягом червня. Заходи, які включають численні паради, карнавал, тиждень флоту та коронування королеви, організовує добровільна некомерційна асоціація фестивалю портлендських троянд із метою популяризації регіону Портленда. Фестиваль співпадає із щорічним шоу весняних троянд, яке вважається одним із найбільших та найтриваліших у країні. Подія «Найкраща троянда» в Портленді, спонсорована Товариством портландських троянд, започаткована в 1996 році. В конкурсі беруть участь 100 суддів, які визначають рейтинг сортів у сліпій боротьбі. За день до конкурсу громадськість голосує за переможця у номінації «Вибір людей».

## Місцеві тезки

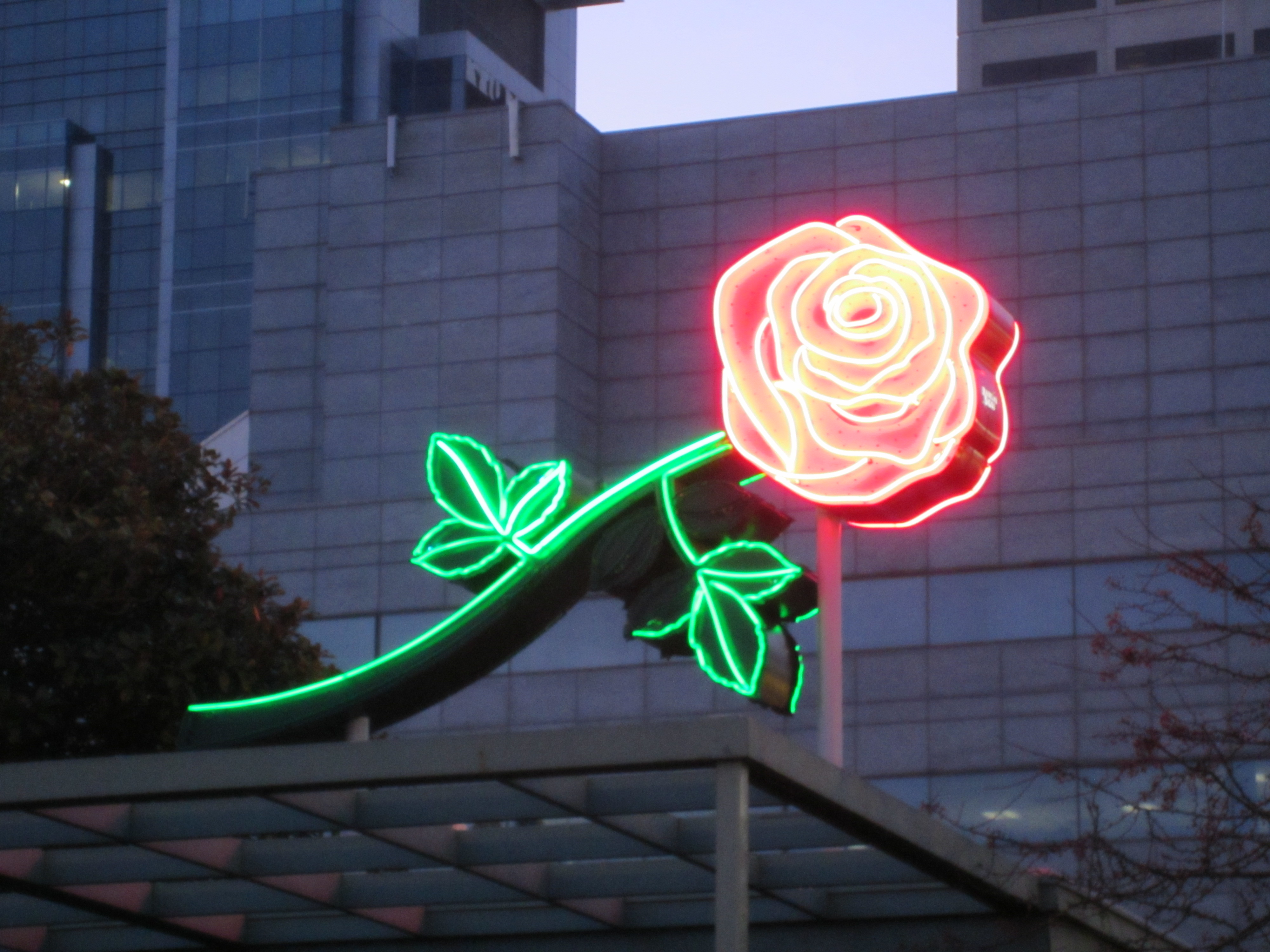
Неонова троянда в Інформаційному центрі для відвідувачів.

Роуз Сіті Парк — це район і парк на північному сході Портленда. Район був заснований в 1907 році, в рік першого Портлендського фестивалю троянд. Штаб-квартира фестивалю троянд знаходиться в Інформаційному центрі для відвідувачів, який також називають Будівлею троянд. Будівля була спроектована архітектором Джоном Йеном у 1948 році і служила торгово-промисловою палатою та центром відвідувачів, міськими офісами та рестораном, а також штаб-квартирою фестивалю троянд. Розташований уздовж набережного парку Тома МакКолла, він був внесений до Національного реєстру історичних місць у 2010 році та має сад троянд і неонову вивіску у формі цієї квітки. Інші тезки — це настінні розписи із зображенням троянд, намальовані на будівлях у Портленді та приватна компанію Rose City Transit, яка надавала найбільшу кількість транзитних послуг у Портленді з 1956 по 1969 рік

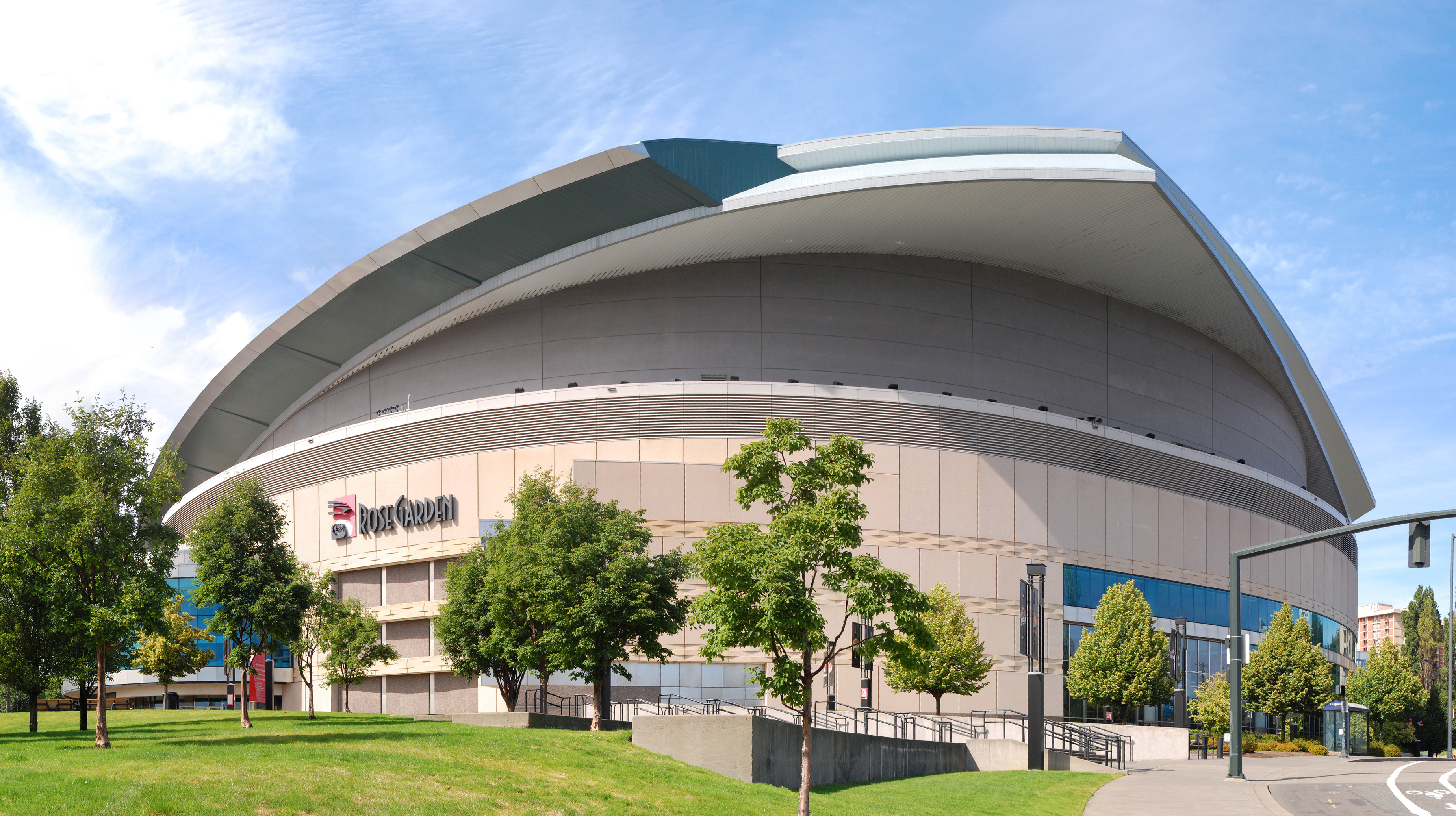
Модний центр, який раніше називався садом троянд, зараз є місцем розташування Портленд Трейл Блейзерз.

Троянди вже давно асоціюються зі спортом у Портленді. Модний центр, який вже багато років відомий як Трояндовий сад, є закритою спортивною ареною в Кварталі Роуз, спортивно-розважальним центром у районі Ллойд. Це місце було одним з останніх об'єктів Національної баскетбольної асоціації (НБА), яка продала права на своє ім'я . Крім того, протягом першої половини 20-го сторіччя три професійні спортивні команди були названі «Портлендськими бутонами»; це були дві професійні чоловічі команди з хокею на льоду, які проводили домашні ігри на Портлендській льодовій арені, та одна бейсбольная команда нігерійської ліги у Бейсбольній асоціації Західного узбережжя, яка також була відома як «Портландські троянди». Перша хокейна команда грала у хокейній асоціації Тихоокеанського узбережжя з 1914—1918. Протягом сезону 1915—1916 Роусбадс стала першою американською командою, яка взяла участь у фіналі Кубку Стенлі. Друга хокейна команда грала у п'ятому та останньому сезоні Західної хокейної ліги (1925—1926). Інші команди включили прізвисько «Роуз Сіті» у свій бренд. Rose City Rollers — жіноча ліга дербі на роликах в рамках Асоціації жіночих лижних треків серед жінок, була створена в 2004 році та підтримує чотири місцеві команди та дві команди, що подорожують. «Роллерс» підтримують юніорську лігу, відому як «Роузбадс». Дві жіночі професійні футбольні команди були названі « Роуз Сіті Уайлдкетс», перша створена до сезону 2001 року Жіночої ліги американського футболу а друга — до сезону 2011 року Жіночої весняної футбольної ліги . Жіноча футбольна команда під назвою « Портленд Торнс» була сформована в 2012 році « Портленд Тимберс» і грала у Національній жіночій футбольній лізі з 2013 року

## Подальше читання
- McFarland, J. Horace, ред. (1920). The American Rose Annual / American Rose Society. American Rose Society.
- Purdy, Ruby Fay (1947). The Rose City of the World: Portland, Oregon. Binfords & Mort. OCLC 2534603.
- Wilson, Janet L. (2006). The Queen of Portland's Roses: The Life of Georgiana Burton Pittock. Panoply Press. ISBN 1882877381.